# Kølebank
En kølebank undetiden også kaldt frostbank er en samling af kølekapacitet, det vil sige materiale med lav temperatur og bruges i køletekniske sammenhæng. Den akkumulerede mængde kulde bliver opmagasineret i kølebanken, og kan således bruges på et andet tidspunkt.
Kølebanken består typisk i nedkøling af en væske, en såkaldt kølevæske, som ofte består af vand og glycol, til en lav temperatur på mellem minus 10  og 80 grader celsius.
Formålet med kølebanker er at sænke energiomkostningerne til kølekompressordrift. Dette sker ved at akkumulere kulde, når elpriserne er lave, hvilket typisk vil sige om natten., Kulden kan så bruges om dagen, hvor elpriserne i reglen er højere.